# Pijaca
Pijaca ist ein Ort in Äquatorialguinea.

## Lage
Der Ort liegt an der Küste der Provinz Litoral auf dem Festlandteil des Staates zwischen der Punta Mbode (Punta Embade, S) und dem Cabo Dos Puntas. Etwa 1,5 km südlich liegt Jaaye, in den Mangrovensümpfen weiter nördlich liegt Melong.

## Klima
In der Stadt, die sich nah am Äquator befindet, herrscht tropisches Klima.